# Strada nazionale 1 Padana Superiore
La strada nazionale 1 Padana Superiore era una strada nazionale del Regno d'Italia, che congiungeva Torino a Padova, percorrendo quindi la pianura Padana da ovest verso est.
Venne istituita nel 1923 con il percorso "Torino - Settimo - Chivasso - Vercelli - Novara - Milano - Treviglio - Rovato - Brescia - Verona - Vicenza - Padova".
Nel 1928, in seguito all'istituzione dell'Azienda Autonoma Statale della Strada (AASS) e alla contemporanea ridefinizione della rete stradale nazionale, il suo tracciato divenne parte della strada statale 11 Padana Superiore.